# Times Square Tower
Pour les articles homonymes, voir Times Square Tower 1 et Times Square (homonymie).
La Times Square Tower est un gratte-ciel de New York, construit en 2004.
Il mesure 221,7 mètres pour quarante-sept étages.
Il fut créé par l'architecte David M. Childs